# Савицький Іван Іванович
Іван Іванович Савицький (10 вересня 1913, село Корсанівка(?) Олександрійського повіту Херсонської губернії, тепер Петрівського району, Кіровоградської області — 16 листопада 1994, місто Кривий Ріг Дніпропетровської області) — радянський промисловий діяч, організатор гірничорудного виробництва, багаторічний директор Південного гірничо-збагачувального комбінату Дніпропетровської області. Герой Соціалістичної Праці (19.07.1958). Кандидат технічних наук.

## Біографія
Народився у селянській родині.
У 1928—1931 роках — учень бурильника, прохідник і кріпильник Криворізького шахтоуправління імені Фрунзе рудоуправління імені Артема.
У 1931—1936 роках — студент Криворізького гірничорудного інституту Дніпропетровської області.
У 1936—1941 роках — начальник дільниці, технічний керівник, головний інженер шахти криворізького шахтоуправління імені Орджонікідзе.
Під час німецько-радянської війни був евакуйований на Урал. У 1941—1950 роках — головний інженер Гороблагодатського рудного управління Свердловської області.
У 1950—1955 роках — головний інженер Камиш-Бурунського залізорудного комбінату Кримської області.
У жовтні 1955—1957 роках — начальник Головного управління гірничорудної промисловості «Укрголовруда» і член колегії Міністерства чорної металургії Української РСР.
5 травня 1957—1985 року — директор Південного гірничо-збагачувального комбінату міста Кривого Рогу Дніпропетровської області.
З 1985 року — на пенсії у місті Кривому Розі Дніпропетровської області.

## Нагороди
- Герой Соціалістичної Праці (19.07.1958)
- орден Леніна (19.07.1958)
- орден Жовтневої Революції (30.03.1971)
- три ордени Трудового Червоного Прапора (31.03.1945, 22.03.1966, 5.03.1976)
- орден Дружби народів (1981)
- медаль «За доблесну працю у Великій Вітчизняній війні 1941—1945 рр.»
- медаль «За трудову відзнаку» (5.05.1949)
- медаль «За трудову доблесть» (24.01.1950)
- знак «Шахтарська слава» трьох ступенів
- Заслужений металург Української РСР (8.09.1983)
- Державна премія України в галузі науки і техніки (1983)
- Заслужений шахтар Української РСР
- Заслужений винахідник Української РСР (1983)
- лауреат Премії Ради Міністрів СРСР (1982)
- Почесна грамота Президії Верховної Ради Української РСР (1963)